# Léon Marie Dufour
Léon Marie Dufour (Dol-de-Bretagne, 4 aprile 1861 – Fontainebleau, 15 gennaio 1942) è stato un naturalista francese.

## Pubblicazioni
- 1916. Nouvelle flore des champignons pour la détermination facile de toutes les espéces de France et de la plupart des espéces européennes. Ed. Librairie Générale de l'Enseignement. 316 pp.
- 1887. Influence de la lumière sur la forme et la structure des feuilles. 102 pp.